# Fromeréville-les-Vallons

Fromeréville-les-Vallons este o comună în departamentul Meuse din nord-estul Franței. În 2010 avea o populație de 234 de locuitori.

## Evoluția populației
| An        | 1975 | 1982 | 1990 | 1999 | 2006 | 2010 |
| --------- | ---- | ---- | ---- | ---- | ---- | ---- |
| Populație | 244  | 230  | 258  | 228  | 238  | 234  |